# Liste des maires de Louviers
Cet article dresse une liste par ordre de mandat des maires de Louviers.

## Liste des maires
| Période                                  | Période         | Identité                            | Étiquette                     | Qualité |
| ---------------------------------------- | --------------- | ----------------------------------- | ----------------------------- | --- |
|                                          | 1707            | François Mallet                     |                               | bailli du Vaudreuil et d'Acquigny                                                                               |
| Les données manquantes sont à compléter. |                 |                                     |                               | |
|                                          | 1771            | Jean-Baptiste Ovide Joseph Decrétot |                               | fabricant de draps                                                                                              |
| 1772                                     |                 | Charles-Thomas Paysant Delafosse    |                               | bailli |
| Les données manquantes sont à compléter. |                 |                                     |                               | |
| novembre 1790                            |                 | Henri Paysant Delafosse             |                               | |
| Les données manquantes sont à compléter. |                 |                                     |                               | |
| 1795                                     |                 | Pierre-Mathieu Frontin              |                               | sous-préfet en 1800                                                                                             |
| Les données manquantes sont à compléter. |                 |                                     |                               | |
| ca 1818/ 1820                            |                 | Timoléon Coquerel                   |                               | |
| Les données manquantes sont à compléter. |                 |                                     |                               | |
|                                          |                 | Augustin Félix Defontenay           |                               | († 1832) |
| Les données manquantes sont à compléter. |                 |                                     |                               | |
| ca 1831                                  |                 | Joseph-Philémont Née                |                               | Notaire |
| ca 1833                                  | 1839            | M. Lambert                          |                               | Conseiller d'arrondissement, nommé Sous-Préfet de Sens en 1839                                                  |
| 6 août 1839                              | 1849            | Guillaume Petit                     |                               | |
| 1849                                     |                 | Benjamin Picard                     |                               | |
| 6 janvier 1855                           |                 | André Prétavoine                    |                               | Député |
| Les données manquantes sont à compléter. |                 |                                     |                               | |
| ca 1871                                  |                 | Garnier                             |                               | Pharmacien, conseiller général (capitaine des éclaireurs volontaires)                                           |
| Les données manquantes sont à compléter. |                 |                                     |                               | |
| 1879                                     |                 | Léon Edmond Mordret                 | Républicain                   | Ingénieur civil chevalier de la légion d'honneur (1881) Nommé maire en 1879 Conseiller général                  |
| Les données manquantes sont à compléter. |                 |                                     |                               | |
| 1887                                     | 1906            | Jules Thorel                        | Républicain                   | Fabricant de vannerie Conseiller général Député puis sénateur                                                   |
| 1906                                     | 7 décembre 1919 | Raoul Thorel                        | Radical                       | Entrepreneur de travaux publics Conseiller général Chevalier de la Légion d'honneur le 11 décembre 1900         |
| décembre 1919                            | mai 1929        | Julien Lefèvre                      | Républicain                   | Avocat |
| mai 1929                                 | mai 1935        | Raoul Thorel                        | Radical                       | Entrepreneur de travaux publics Conseiller général Officier de la Légion d'honneur du 30 avril 1928             |
| mai 1935                                 | septembre 1939  | Pierre Mendès France                | Radical                       | Avocat Conseiller général Député                                                                                |
| 1939                                     | avril 1941      | Auguste Fromentin                   | Radical                       | Imprimeur Conseiller général                                                                                    |
| avril 1941                               |                 | Alexandre Merlot                    |                               | Nommé conseiller départemental en 1943                                                                          |
| 25 août 1944                             |                 | Auguste Fromentin                   |                               | |
| 18 mai 1945                              | 1947            | Auguste Fromentin                   |                               | |
| 1947                                     | 1953            | Marcel Malherbe,                    | Radical                       | |
| mai 1953                                 | 1958            | Pierre Mendès France                | Radical                       | Avocat Conseiller général Député Ministre                                                                       |
| 1958                                     | mars 1965       | André Vincelot                      |                               | Directeur d'école honoraire                                                                                     |
| mars 1965                                | 1969            | Ernest Martin                       | PSU                           | Médecin |
| 1969                                     | mars 1971       | Rémy Montagne                       | CD                            | Conseiller général Député                                                                                       |
| mars 1971                                | avril 1976      | Édouard Thiers                      | CD                            | Avocat |
| avril 1976                               | mars 1983       | Henri Fromentin                     | PS-DVG                        | Imprimeur |
| mars 1983                                | juin 1995       | Odile Proust                        | RPR                           | Conseillère générale                                                                                            |
| juin 1995                                | 6 avril 2014    | Franck Martin                       | DVG puis PRG                  | Conseiller général                                                                                              |
| 6 avril 2014,                            | en cours        | François-Xavier Priollaud           | UDI-NC puis UDI-LC puis MoDem | Administrateur de l'Assemblée nationale Président délégué de la CA Seine-Eure Conseiller régional de Normandie, |